# Соціальна інформатика
Соціальна інформатика - це наука  про інформаційні і комунікаційні інструменти в культурних та інституційних контекстах. Іншим визначенням  є міждисциплінарне вивчення дизайну , використання  та наслідки інформаційних технологій з урахуванням їх взаємодії з інституційними та культурними контекстами. Міждисципліонарна галузь, соціальна інформатика є частиною великого обсягу соціально-економічних досліджень, які розглядають способи, у які технологічний артефакт та соціальний контекст  людини  разом  складають інформаційно-комунікаційні технології (ІКТ) . Деякі прихильники соціальної інформатики використовують взаємозв'язок біологічної спільноти  до  свого середовища , як аналогію  відносин між інструментами та людьми , які ними користуються.  Центр соціальної інформатики, заснований  доктором Робом  Клінгом, визначає галузь таким чином:
Соціальна Інформатика відноситься до ряду досліджень та вчень , які розглядають соціальні аспекти комп'ютеризації – в тому числі і роль інформаційних технологій в соціальних та організаційних змінах, використання інформаційних технологій в соціальному контексті, а також способи у які соціальні сили та практики впливають на соціальну організацію інформаційних технологій 

## Дослідження
Історично, західноєвропейські концепції дослідження соціальної інформатики були  сильними  в Скандинавських країнах та у великій Британії. Започаткування  можна простежити до 1980-х років в Норвегії і Словенії. Основи соціальної інформатики у США були закладені в 1996 році Клінгом, його колегами та студентами з Університету Індіани. У Північній Америці, галузь в основному представлена незалежними  досліджень у ряді різних установ. Існує кілька методів роботи , які історично названі  або класифікуються  як соціальна інформатика: американський, російський, британський, норвезький, шведський, німецький та японський. Найдавніша концепція соціальної інформатики була заснована в СРСР у 1970-х роках А. В. Соколовим  і його колегами .
Дослідження соціальної інформатики відрізняються  від раніших, детерміністичних (як соціальних, так і технологічних) моделей для вимірювання соціальних наслідків технології. Такі технологічні детерміністичні моделі характеризували інформаційні технології  як інструменти, які слід встановлювати та використовувати з заздалегідь визначеним набором впливів на суспільство, які диктуються визначеними технологічними можливостями. Аналогічним чином, соціально-детермінована теорія, представлена деякими прихильниками  соціальної  побудови технологій  або соціального формування технологій , теорії, яку підтримує  Робін  Вільямс та  Девід Еддж (1996) ,які розглядають технології як продукт соціальних сил людини. На противагу , деякі методології соціальної інформатики  розглядають у  контекстах навколишніх технологій та  матеріальних властивостях технологій в рівній мірі важливими: люди, які будуть взаємодіяти з системою, організаційна політика, що регулює практику роботи, та підтримка ресурсів. Цей контекстний  запит виробляє "нюанси концептуального розуміння" системам, які можуть бути використані для вивчення питань, таких як доступ до технології, електронні форми комунікації та великомасштабні  мережі.
Дослідження  у галузі соціальної інформатики можна розділити на три напрямки. Нормативні дослідження спрямовані на розвиток теорії на основі емпіричного аналізу, який може бути використаний  для розробки організаційної політики і практики роботи. В основі такого аналізу лежить   соціально-технічної взаємодії мереж, основа побудована навколо ідеї, що люди і технології їх побудови є "співзасновниками", пов'язаними разом, і що будь-яке дослідження одного з них обов'язково повинно розглядати інше. Дослідження аналітичного спрямування розвитку теорії або визначення методології сприяють створенню теорії в інституційних  установах. 
Критичний аналіз, як і аналіз роботи артикуляції Люсі Суммен, розглядає технологічні рішення з нетрадиційними перспективами , для того щоб впливати на дизайн та реалізацію.

## Майбутнє
Соціальна інформатика - це молодий інтелектуальний рух, і його майбутнє все ще визначається. Однак, оскільки  теоретики, такі як Робін  Вільямс та  Девід Еддж припускають, що аморфні зв'язки  між людьми і технологіями, які виникають в соціальному формуванні технологічних досліджень  вказують на те, що технологія не є визначальним соціальним заходом, гідним окремого дослідження , що вказує на необхідність  дослідження соціальної інформатики , яке усуває розрив між технологічним і соціальним детермінізмом. Це спостереження, в поєднанні з численними  сферами, які сприяють науковим дослідженням, припускають, що в майбутньому теорії та концепції соціальної інформатики стануть основою, "незамінним аналітичним фондом" для роботи в інших дисциплінах.
Актуальні теми про майбутнє напрямку розвитку соціальної інформатики розглядають у книзі Фішмана та Розенбаума. Концептуалізація міжнародних дискусій, в тому числі сучасні тенденції у дослідженні та напрями розвитку соціальної інформатики представлені у статті Зденека Смутного. У даній статті розглядаються сучасні можливості розвитку соціальної інформатики в рамках міжнародної дискусії різних концепцій, у тому числі можливі напрямки майбутнього співробітництва. Інша актуальна стаття  Марциновського представляє перспективу переходу від вивчення лише наслідків впровадження та використання технології до первинної  дискусії про те, які ідеологічні наслідки емпіричних досліджень у соціальній інформатиці, пов'язані з даними аналітичних підходу.

## В освіті
Соціальна інформатика також стосується викладання соціальних проблем обчислювальної техніки для студентів інформатики.  Залежно від освітніх традицій, соціальна інформатика розкидана в навчальній програмі різних дисциплін, так само як і галузі комп'ютерних наук, інформатики та вебсоціології.  У деяких випадках може виникнути нерозуміння, чому викладання соціальних проблем обчислювальної техніки  важливо, як окремими викладачами і студентами, зважаючи на те, що соціальна інформатика є нудною і не важливою.  Деякі дослідники зазначили, що для того, щоб створити розуміння важливості соціальних проблем обчислювальної техніки, потрібно зосередити увагу на дидактиці соціальної інформатики